# Юнусов, Рашит Шайсултанович
Раши́т Шайсулта́нович Юну́сов (26 мая 1952, Уфа, Башкирская АССР) — советский лыжник. Мастер спорта СССР международного класса по лыжным гонкам (1978).

## Биография
Рашит Шайсултанович Юнусов родился 26 мая 1952 года в городе Уфа Башкирской АССР. В 1974 году окончил факультет механизации Башкирского сельскохозяйственного института (ныне Башкирский государственный аграрный университет), в 1984 — Военный институт физической культуры в Ленинграде. Воспитанник добровольного спортивного общества «Урожай» (тренер А. А. Книсс).

## Спортивные достижения
- Победитель Международного турнира в Болгарии в гонке на 30 км (г. Пампорово; 1974)[1].
- Чемпион РСФСР в гонке на 50 км (1975)[1].
- Чемпион СССР в гонке на 70 км (1978)[2].
- Чемпион Спартакиады народов РСФСР в гонке на 30 км (1978)[1].
- Чемпион Вооруженных сил СССР в гонке на 30 и 50 км, в эстафете (1979)[1].
- Бронзовый призёр чемпионата СССР по лыжным гонкам в эстафете (1979)[1].
- Член сборной команды СССР (1978—1979)[1].